# Loungleuang Keophouvong
Loungleuang Keophouvong (* 26. Juni 1997) ist ein laotischer Fußballspieler.

## Karriere
Loungleuang Keophouvong steht seit 2020 bei dem laotischen Erstligisten Young Elephants FC in der Hauptstadt Vientiane unter Vertrag. Wo er vorher gespielt hat, ist unbekannt. Den laotischen Pokal gewann er mit dem Klub 2020 und 2022, die Meisterschaft 2022 und 2023.

## Erfolge
Young Elephants FC
- Laotischer Meister: 2022, 2023
- Laotischer Pokalsieger: 2020, 2022